# الشعر الحداثي (الإنجليزي)

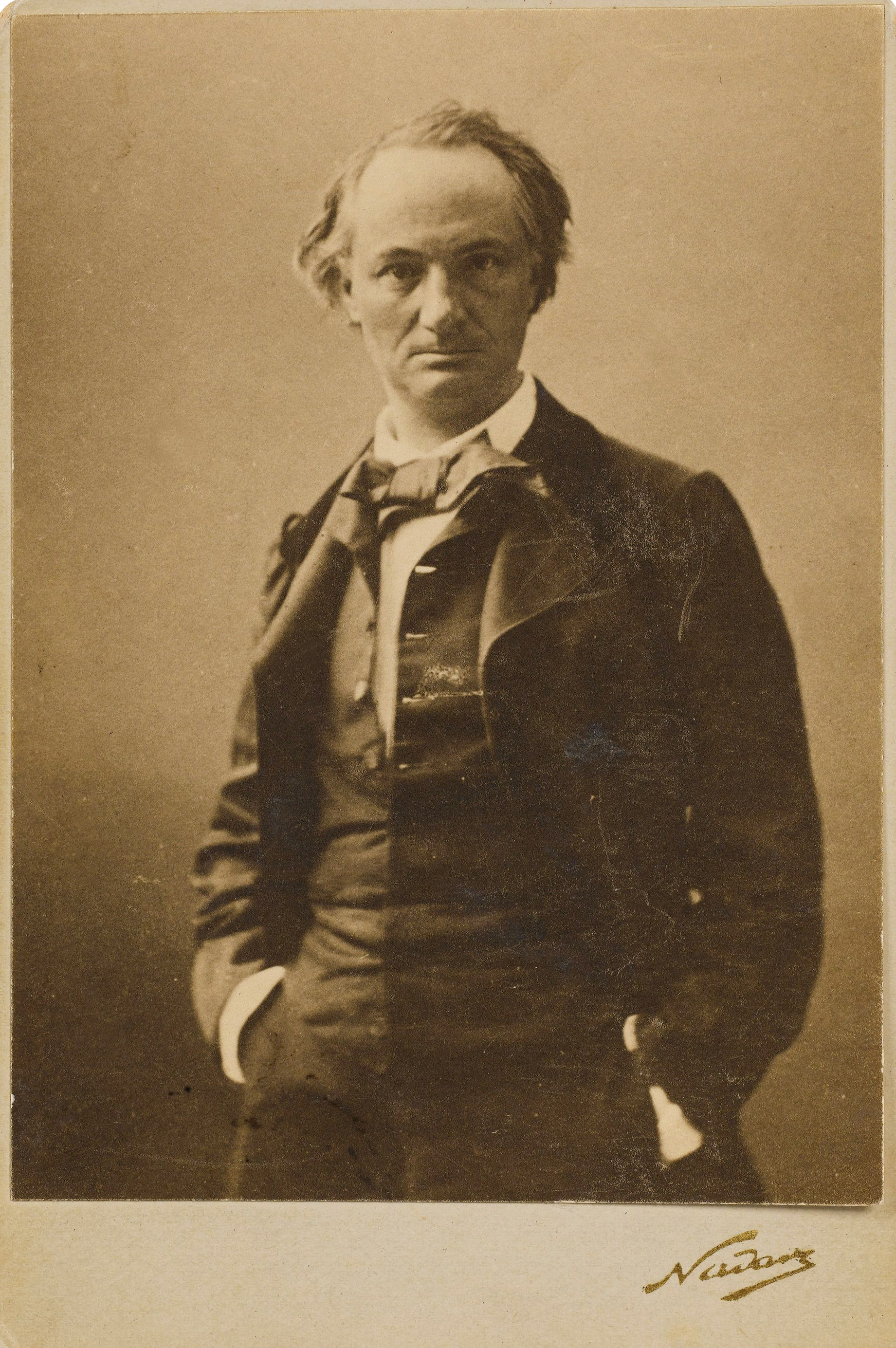
بورتريه لشارل بودلير

يُشير مصطلح (الشعر الحداثي) إلى الشعر المكتوب تحديدا في أوروبا وشمال أمريكا في فترة مابين عام 1890م وعام 1950م بأسلوب الأدب الحداثي. ولكن يعتمد تاريخ هذا المصطلح على عدة عوامل، من ضمنها أصل المنشأ والمدرسة المعنيّة بالتحديد وتوجهات الناقد في تحديد التواريخ، وكما وضّح الشاعر والناقد تشارلز هيوبرت سيسن في مقاله (الشعر والمصداقية) أن الحداثة موجودة منذ وقت طويل، فإنه لم يمر في التاريخ حقبة إلا وقد أتى فيها كُتاب صغر يشكلون تهديدا للمعتقدات التقليدية.

## خلفية
على الرغم من أن القول الشائع هو أن الحداثة بدأت مع الحركة الرمزيّة الفرنسية وأنتهت -ظاهريا- مع الحرب العالميّة الثانية، إلا أنه كان هناك اختلاف حول بدايتها ونهايتها، وقد بدأ الشعراء مثل ويليام بتلر ييتس (1939-1865م) وراينر ماريا ريلك (1926-1875م) بسياق ما بعد الرومانسية والرمزية وقاموا بتحديث مصطلحاتهم الشعرية بعد تأثرهم بالتطورات الأدبيّة والسياسية، كما ثبت دور الحركة التصويرية الأساسي والمهم في اعلان نقطة انطلاق جديدة للشعر، واعتبر البعض أن بدايتها كانت من أعمال توماس هاردي وإزرا باوند وتوماس إيليوت وويليام ييتس وويليام كارلوس وولاس ستيفين. قام شعراء اللغة الأنجليزية أيضًا مثل ت.س.إيليوت وإزرا باوند وروبرت فورست وبازيل بانتنق (حداثيّ من الأساس)، ولاس ستيفينز وإدوارد كامينج بإنجاز بعض الأعمال بعد الحرب العالمية الثانية.

## طبيعة الحداثة
انبثقت الحداثة بإصرارها على مواجهة الماضي القريب وباكتشافاتها المختلفة و”تجديد“ عناصر الحضارات البعيدة زمانا ومكانا، كما تُعد الأسئلة المتجردة والموضوعية جوهريةً في الشعر الحداثي.
كانت تقاليد التعبير الغنائي سببًا في تطور الحداثة، مع التركيز على الخيال الشخصي والثقافة والعواطف وذكريات الشاعر، فإنه من الضروري بالنسبة للحداثيين عدم التركيز على الذاتيّة فقط بل الاهتمام بالحالة الفكرية التي يمكن للشاعر تكوينها عن العالم، حتى عندما ارتدّ البعض إلى الذاتية مثل توماس إيليوت في (الرباعيات الأربع) وإزرا باوند في (الكانتوس) قاموا بترشيح الذاتيّة إلى نسيج شعري يدعم الميزة الإنسانية العالمية.
قال هيربيرت ريد عن ذلك: لا يملك الشاعر الحداثي أي تحالف أساسي مع أي نوع من المخططات المعتادة. فإن له\لها الحق في تكييف إيقاعه بناءً على حالته المزاجية، وليضبط مقاييسه أثناء تقدمه.
بعيدًا عن طلب الحرية وانعدام المسؤولية -المتضمنة للآسف في مصطلح (الشعر الحر) - يسعى الشاعر الحديث إلى قواعد أكثر صرامة للتناغم الدقيق بين الفكر والشعور.
بعد الحرب العالمية الثانية سعى جيل جديد من الشعراء لإحياء جهود أسلافهم نحو الذاتية والموضوعية. تنتهي الحداثة في اللغة الإنجليزية بالعودة إلى الشعر المذهبي في أعمال روبرت لويل وسيلفيا بلاث وآخرون.